# Врятуй і збережи (фільм, 1989)
«Врятуй і збережи» — радянсько-німецько-французький художній фільм режисера  Олександра Сокурова, який вийшов на кіностудії «Ленфільм» у 1989 році. Фільм є вільною екранізацією роману  Гюстава Флобера «Мадам Боварі».

## Сюжет
Час і місце дії (так само, як і імена головних героїв) не конкретизовані. Героїня, яку грає немолода гречанка, не задоволена особистим життям. У пошуках щастя вона змінює коханців, влазить у величезні борги, але щастя так і не знаходить, що призводить її до самогубства. Фільм закінчується біблійною за масштабом сценою похорону героїні.

## У ролях
- Сесіль Зервудакі — Емма Боварі
- Роберт Вааб — Шарль Боварі, чоловік Емми
- Олександр Чередник
- В'ячеслав Роговий
- Володимир Свергун
- Віктор Палех
- Дарина Шпаликова
- Валентин Маслов

## Знімальна група
- Автор сценарію:  Юрій Арабов
- Режисер-постановник: Олександр Сокуров
- Оператор-постановник: Сергій Юриздицький
- Художник-постановник: Олена Амшинська
- Композитор Юрій Ханон
- Звукооператор: Володимир Персов